# Último refugio
Último refugio es una película argentina dirigida por John Reinhardt sobre un guion de Jacques Constant y Pedro E. Pico que se estrenó el 20 de agosto de 1941 y que tuvo como protagonistas a Mecha Ortiz, Jorge Rigaud, Pedro López Lagar, Irma Córdoba y Ernesto Vilches.		

## Reparto
- Mecha Ortiz ... Silvia Alvareda
- Jorge Rigaud ... Carlos Dupont
- Pedro López Lagar ... Dr. Corel
- Irma Córdoba ... Ana María Alvareda
- Ernesto Vilches ... Francisco Alvareda
- Juana Sujo ... Raquel
- Cirilo Etulain ...Inspector Blanco
- Rene Fischer Bauer ... Barreda
- Arsenio Perdiguero ...Rigada
- Salvador Sinaí ... Van der Krussen
- Alberto Terrones ... Gerente de Hotel
- Carlos Chales ... Velazco
- Eduardo Paris ... Flores
- Alfredo La Ferriere ... Berardo

## Sinopsis
La historia gira alrededor de un hombre que, perseguido por matar a otro, es entregado por la misma mujer que lo impulsó al crimen.

## Comentario
El argumento fue escrito por Jacques Constant, que comenzó a filmar la película en Francia con la participación de George Rigaud pero el rodaje se suspendió por la guerra. Entonces emigró a la Argentina y consiguió que los Estudios Baires le encomendaran dirigirla, pero a los pocos días, al darse cuenta la productora de su incompetencia lo sustituyó por Reinhardt, traído al efecto desde el extranjero, que años atrás había dirigido dos películas de Gardel.
Resultó«un melodrama moderadamente entretenido, filmado con técnica moderna y eficientemente actuado...lo mejor estuvo en lo visual: escenografía de Gregorio López Naguil, excelente fotografía, cierta soltura hollywoodense en el manejo de la cámara y montaje del austríaco Kurt Land llegado hacía poco al país.» Roland escribió en el diario Crítica que la película seguía la escuela de los mejores realizadores franceses y se introducía valientemente en el árido terreno del drama psicológico. 
Fue la primera película de Estudios Baires y con su exhibición se inauguró el cine Gran Rex, de Buenos Aires.